# Antocha (Antocha) basivena
Antocha (Antocha) basivena is een tweevleugelige uit de familie steltmuggen (Limoniidae). De soort komt voor in het Oriëntaals gebied.